# Ульянова, Идея Фоминична
Идея Фоминична Ульянова (1925—2018) — поездной диспетчер Сковородинского отделения Забайкальской железной дороги, Герой Социалистического Труда.

## Биография
Родилась 4 июня 1925 на станции Ольдой ныне (Сковородинского района Амурской области) в семье железнодорожника.
В 1942 году окончила Урушинскую среднюю школу и пошла работать на железную дорогу: разнорабочая, сигналист, с 1944 дежурная по станции.
С 1946 года после окончания Свободненской техшколы — поездной диспетчер Сковородинского отделения Амурской железной дороги.
В 1959 году после ликвидации отделения ее назначили оператором, а затем дежурным по станции Сковородино, а когда в 1970 году снова открыли отделение дороги стала работать поездным диспетчером.
За досрочное выполнение плана 8-й пятилетки награждена орденом Ленина. В 1974 году Указом Президиума Верховного Совета СССР за высокопроизводительный творческий труд Идее Фоминичне Ульяновой было присвоено звание Героя Социалистического Труда.
Почётный железнодорожник. Награждена медалью «За доблестный труд в Великой Отечественной войне».
Семья: муж, трое детей.
Умерла в Сковородино 23 ноября 2018 года.